# Инстинктивизам
Инстинктивизам је учење да су основни покретачи понашања животиња и људи инстинкти, као и да је и најсложеније људско понашање, у крајњој инстанци, утемељено на наслеђеним тенденцијама и импулсима.